# Førlov
Førlov eller forlov var en afgift, der indtil den 18. februar 1861 skulle betales dels af arvinger, der ville føre en dem tilfalden arv bort fra den jurisdiktion (købstad, len eller adelsgods), hvori den var falden, dels af fæstere, der efter opsigelse forlod deres gård og førte deres ejendele med sig.
Førlov betegner egentlig en tilladelse til at føre arv eller formue bort. Den blev indført i middelalderen og betaltes siden af fæstere, når de efter opsigelse af fæstet skiltes fra deres gårde, samt af arvinger (bønder og købstadsborgere men ikke adelen), der førte en dem tilfaldet arv bort. Afgiften kaldtes førlovspenge og angives ofte til 3 Mark. Dens betaling har måske til dels været et symbolsk udtryk for, at det retslige forhold lovligt var bragt til ophør. Det bemærkes, at flyttedes arven til Norge eller til hertugdømmerne, betaltes sjettepenge, det vil sige en sjettedel af arven.
Førlov omtales første gang i dronning Margrethe 1.s store forordning af 23. januar 1396, der blev udstedt ved Erik af Pommerns valg til konge, og hvori omtales kronens rettigheder. Det siges heri, at bønder, der er kommet bort fra kronen, skal yde landgilde (til deres hidtidige herskab) et år ud "...oc iii marc til føræloff oc fare i geen under kronen..." Bestemmelsen antyder, at førlov var velkendt allerede fra tidligere, men oprindelsen er ukendt.
Førlovspenge forekom i Danske Lov 5—2—75 som en slags arveafgift, der førtes: "uden By eller af den Husbonds Grund, som den var faldet paa", idet der af enhver, der bortførte sådan arv, til byen eller husbonden skulle svares 2 lod sølv.
Denne afgift ophævedes først ved lov den 19. februar 1861.